# Cyrtandra farinosa
Cyrtandra farinosa är en tvåhjärtbladig växtart som beskrevs av Charles Baron Clarke. Cyrtandra farinosa ingår i släktet Cyrtandra och familjen Gesneriaceae. Inga underarter finns listade i Catalogue of Life.